# استیسی ویلسون (بازیکن هاکی روی یخ)
استیسی ویلسون (انگلیسی: Stacy Wilson؛ زادهٔ ۱۲ مهٔ ۱۹۶۵) بازیکن هاکی روی یخ اهل کانادا بود.